# Armando Fizzarotti
Armando Fizzarotti né le 16 février 1892 à Naples et mort le 15 février 1966 dans cette même ville, est un réalisateur et scénariste italien.

## Filmographie partielle
- 1923: Core ’e mamma
- 1935 : Napoli verde-blu
- 1948 : Luna rossa
- 1957 : Te sto aspettanno